# Дахало
Дахало [ɗaháːlo] (суахили kidahaalo) или санье (суахили kisanye) — вымирающий кушитский язык, на котором говорят не более 400 человек на побережье Кении близ устья реки Тана. Народ дахало, бывшие охотники на слонов, рассеяны среди суахили и других народов банту, поэтому они билингвы. Вполне возможно, что язык больше не передаётся детям.
Классификация внутри кушитских языков спорна. Дахало традиционно относят к южно-кушитским языкам, но в последнее время некоторые исследователи предпочитают классифицировать его как восточно-кушитский или переходный между восточно- и южно-кушитскими.
В языке дахало весьма богатая фонетическая система с использованием всех четырёх механизмов инициации воздушного потока: щелчки, абруптивы и имплозивы, а также обычные легочные согласные. Кроме того, дахало обладает рядом необычных фонологических особенностей. Помимо свойственного многим языкам противопоставления согласных по звонкости/глухости, в дахало, подобно баскскому языку и языкам коренных народов Австралии и Калифорнии, существует противопоставление ламинальных и апикальных согласных; как в языках Ближнего Востока, Кавказа и индейцев тихоокеанского побережья Северной Америки в дахало противопоставляются эпиглоттальные и глоттальные; более того, дахало, возможно, является единственным языком в мире с противопоставлением альвеолярных и палатальных боковых фрикативов и аффрикат.

## Фонетика и фонология

### Гласные
В дахало в принципе пять гласных звуков, но каждый раздваивается на краткий и долгий и поэтому общее количество гласных — десять:
|         | Передние | Задние |
| ------- | -------- | ------ |
| Верхние | i / iː   | u / uː |
| Средние | e / eː   | o / oː |
| Нижние  | a / aː   | a / aː |

### Согласные
В языке дахало 62 звука: 

|                      |                      |             | Губные | Альвеолярные | Альвеолярные | Альвеолярные | Постальвеолярные | Палатальные | Велярные | Велярные | Эпиглоттальные | Глоттальные |
| ламинальные          | апикальные           | огубленные  | Губные | простые      | огубленные   |              | Постальвеолярные | Палатальные |          |          | Эпиглоттальные | Глоттальные |
| -------------------- | -------------------- | ----------- | ------ | ------------ | ------------ | ------------ | ---------------- | ----------- | -------- | -------- | -------------- | ----------- |
| Носовые              | Носовые              | Носовые     | m      | n            | n            |              |                  | ɲ           |          |          |                |             |
| Назализованные клики | Назализованные клики | глухие      |        |              |              | ᵑ̊            |                  |             |          |          |                |             |
| Назализованные клики | Назализованные клики | звонкие     |        | ᵑ            |              | (ᵑ           |                  |             |          |          |                |             |
| Взрывные             | простые              | глухие      | p      | t̪            | t̠            |              |                  |             | k        | kʷ       | ʡ              | ʔ           |
| Взрывные             | простые              | звонкие     | b      | d̪            | d̠            |              |                  |             | ɡ        | ɡʷ       |                |             |
| Взрывные             | преназализованные    | глухие      | ᵐp     | ⁿt̪           | ⁿt̠           |              |                  |             | ᵑk       | ᵑkʷ      |                |             |
| Взрывные             | преназализованные    | звонкие     | ᵐb     | ⁿd̪           | ⁿd̠           | ⁿd̠ʷ          |                  |             | ᵑɡ       | ᵑɡʷ      |                |             |
| Взрывные             | абруптивные          | абруптивные | pʼ     | t̪ʼ           | t̠ʼ           |              |                  |             | kʼ       | kʷʼ      |                |             |
| Имплозивные          | Имплозивные          | звонкие     | ɓ      | ɗ            | ɗ            | ɗ            |                  |             |          |          |                |             |
| Аффрикаты            | простые              | глухие      |        | ts           | ts           |              | tʃ               |             |          |          |                |             |
| Аффрикаты            | простые              | звонкие     |        |              | dz           | dzʷ          | dʒ               |             |          |          |                |             |
| Аффрикаты            | преназализованные    | глухие      |        | ⁿts          | ⁿts          |              | ᶮtʃ              |             |          |          |                |             |
| Аффрикаты            | преназализованные    | звонкие     |        | ⁿdz          | ⁿdz          |              | ᶮdʒ              |             |          |          |                |             |
| Аффрикаты            | абруптивные          | центральные |        |              |              |              | tʃʼ              |             |          |          |                |             |
| Аффрикаты            | абруптивные          | латеральные |        | tɬʼ          | tɬʼ          |              |                  | cʎ̥˔ʼ        |          |          |                |             |
| Фрикативные          | Фрикативные          | центральные | f      | s (z)        | s (z)        |              | ʃ                |             |          |          | ʜ              | h           |
| Фрикативные          | Фрикативные          | латеральные |        |              | ɬ            | ɬʷ           |                  | ʎ̥˔          |          |          |                |             |
| Аппроксиманты        | Аппроксиманты        | центральные |        |              |              |              |                  | (j)         |          | w̜        |                |             |
| Аппроксиманты        | Аппроксиманты        | латеральные |        | l            | l            |              |                  |             |          |          |                |             |
| Вибрант              | Вибрант              | Вибрант     |        | r            | r            |              |                  |             |          |          |                |             |

Ламинальные переднеязычные являются денто-альвеолярными согласными, в то время как апикальные являются альвеолярными, близкими к постальвеолярным.
Преназализованные глухие смычные описываются некоторыми исследователями как пары слоговый назальный плюс смычный. Однако, в этом случае следовало бы ожидать, что наличие такой пары создаст в словах дополнительные возможности для тонического ударения, так как оно в дахало слогозависимо (см. ниже), но Ладефогед сообщает, что подобного не наблюдается.
Геминированные эпиглоттальные всегда являются глухими смычными и щелевыми согласными. (Таким образом, /ʡ/ не фарингальный согласный, как иногда сообщается, поскольку считается, что фарингальные смычные в принципе невозможны.) Однако в абсолютной начальной позиции такие смычные и щелевые могут частично озвончаться. Негеминированный /ʡ/ между гласными реализуется как одноударный или даже аппроксимант со слабым озвончением, а одиночный /н/ в интервокальной позиции является полностью звонким аппроксимантом.
В позиции между гласными /b d̪ d̠/ часто фрикатизуются в [β ð̪ ð̠]. Тоско описывает звонкий боковой согласный /dɮ/. Звук /w̜/ слабо огублен. Звук /j/ отмечен лишь в одном корне, а именно: /jáːjo/ «мать».
Озвончение щелчков весьма вариативно, так что описанные далее различия возможно уже утрачены. Носовые клики назализуются до размыкания и являются звонкими на всем протяжении; для глухих щелчков время начала озвончения, как правило, составляет около 30 мс, но иногда и меньше. При произнесении глухих щелчков воздушный поток не направляется в носовую полость, но последующая гласная может иметь слегка назализованное начало. Таким образом, эти щелчки похожи на глоттализованные носовые клики в других языках. Глухие клики встречаются гораздо чаще звонких.

### Фонотактика
Слова языка дахало, как правило, состоят из 2—4 слогов. В позиции между гласными согласные могут удваиваться. Как и во многих других афразийских языках, удвоение согласных носит форморазличительный характер, например: /lúbo/ бью — /lúbbi/ бьёт, /héːri/ овца — /héːrarre/ овцы, /fílime/ гребень — /fílimámmi/ гребни. При геминации звонкие согласные частично оглушаются, а назализованные деназализуются. Однако в языке присутствуют и назализованные геминированные согласные.
Глоттальные согласные и щелчки, скорее всего, не подвержены удвоению, но определённо об этом нельзя судить, так как известны лишь несколько слов с интервокальными кликами, например /ʜáŋ̊|ana/.
Дахало свойственно тоническое ударение. Как правило, на корневое слово приходится либо ни одного, либо один слог высокого тона (редко больше). Если он присутствует, то чаще всего (в двусложных словах — всегда) это первый слог, например: /pʼúʡʡu/ проколоть.